# Bahía Honda (Veraguas)
Bahía Honda ist ein Corregimiento des Bezirks Soná in der Provinz Veraguas in Panama. Bei der Volkszählung im Jahr 2023 hatte es 668 Einwohner. Das Corregimiento erstreckt sich über eine Fläche von 173,1 km².

## Bevölkerung
Die folgende Tabelle zeigt die Bevölkerung des Corregimientos Bahía Honda, wie es in den Volkszählungen 2000, 2010 und 2023 erfasst wurde.
| Jahr         | 2000 | 2010 | 2023 |
| ------------ | ---- | ---- | ---- |
| Einwohner    | 1287 | 1037 | 668  |
| davon Männer | 717  | 593  | 390  |
| davon Frauen | 570  | 444  | 278  |

## Orte
Im Corregimiento Bahía Honda befinden sich folgende Orte:
- Alto de Los Machos
- Bahía Honda
- Cabecera de Cativito
- Cabecera de Managua
- Cabecera de Salmonete
- Cativito
- Cativón
- Corotú
- El Panamá
- El Zapote
- Ensenada El Naranjo
- Hacha
- La Caleta
- La Costa
- La Honduras
- La Isleta
- La Mona
- Leones Abajo
- Leren Hondo
- Lerencito
- Mamey
- Managua
- Palma Real
- Playa Goya
- Puerto Escondido
- Punta de Próspero
- Río de Los Gatos
- Río Luis
- Salmonete